# خان‌بابا ایروانی
خان‌بابا ایروانی (۱۲۸۷-؟) مهندس ایرانی و از پایه‌گذاران سازمان نقشه‌برداری کشور بود.
او بعد از انقلاب به‌صورت خرید خدمت در بانک مرکزی ایران مشغول به کار شد.
او برای نگارش کتاب نقشه‌برداری هوایی در سال ۱۳۳۲ برندهٔ جایزه سلطنتی کتاب سال شد.